# SN 2008bl
SN 2008bl – supernowa typu II odkryta 25 marca 2008 roku w galaktyce UGC 9317. W momencie odkrycia miała maksymalną jasność 16,20m.